# Lasioserica kulbei
Lasioserica kulbei är en skalbaggsart som beskrevs av Ahrens 1999. Lasioserica kulbei ingår i släktet Lasioserica och familjen Melolonthidae. Inga underarter finns listade i Catalogue of Life.